# Formicomimus mirabilis
Formicomimus mirabilis là một loài bọ cánh cứng trong họ Cerambycidae.